# Bela Vista (ort)
Bela Vista är en ort i Brasilien.   Den ligger i kommunen Bela Vista och delstaten Mato Grosso do Sul, i den södra delen av landet, 1 100 km sydväst om huvudstaden Brasília. Bela Vista ligger 190 meter över havet och antalet invånare är 18 127.
Terrängen runt Bela Vista är platt. Det finns inga andra samhällen i närheten.
Omgivningarna runt Bela Vista är huvudsakligen savann. Runt Bela Vista är det mycket glesbefolkat, med 3 invånare per kvadratkilometer.